# Nortraship
La Nortraship, il cui nome deriva dalla Norwegian Shipping and Trade Mission (NORTRA)
è la società che venne creata durante la seconda guerra mondiale per gestire il naviglio norvegese non catturato dai tedeschi e sotto la sovranità del governo norvegese in esilio.

## Storia
Dopo l'invasione tedesca della Norvegia, la grande flotta mercantile del paese rimase in gran parte all'estero e fornì un grossissimo contributo alla causa Alleata. Per gestirla venne creata a Londra la Norwegian Shipping and Trade Mission (Nortraship) nell'aprile 1940 che gestì circa 1.000 navi e divenne la più grande compagnia di spedizioni navali al mondo. Nel 1942 la Gran Bretagna affermò che il 20% delle merci e il 40% dei carburanti e oli lubrificanti venne trasportato dalla flotta mercantile norvegese. Questo successo ebbe un costo alto in termini di navi ed uomini: 200 navi e 1300 uomini vennero persi a causa delle azioni tedesche di superficie, aeree e subacquee nel solo 1942. Per la fine della guerra, 500 navi per un totale di 1,9 milioni di tonnellate vennero affondate, e 3000 dei 30.000 uomini e donne di equipaggio persero la vita.
Gli inglesi, ma non solo, a causa degli ingenti profitti generati dalla società, sollevarono pesanti accuse sul fatto che a muovere la società fosse il guadagno e non il patriottismo.